# Латышонок, Евгений Игоревич
Евге́ний И́горевич Латышо́нок (род. 21 июня 1998, Гиагинская, Адыгея) — российский футболист, вратарь петербургского «Зенита» и национальной сборной России. Мастер спорта России (2025).

## Клубная карьера
Уроженец станицы Гиагинская (Адыгея). Воспитанник академии «Краснодара».
С молодёжной командой клуба в сезоне 2017/18 стал победителем молодёжного первенства России.
5 апреля 2017 года дебютировал на профессиональном уровне за «Краснодар-2» в матче против «Чайки».
31 июля 2019 подписал контракт с клубом «Балтика».
В сезоне 2022/23 стал серебряным призёром Первой лиги в составе калининградского клуба.
23 июля 2023 года дебютировал в РПЛ, выйдя с первых минут в матче против «Сочи».
14 июня 2024 года перешёл в «Зенит», заключив контракт по схеме 4+1. В июле 2024 года с клубом стал обладателем Суперкубка России 2024. В октябре вместе с Петером Гулачи и Микеле ди Грегорио вошёл в топ-3 лучших вратарей Европы по проценту «сухих» матчей — 72,7% (8 матчей без пропущенных из 11).
В сезоне 2024/25 в составе петербургского клуба стал серебряным призёром чемпионата России.

## Карьера в сборной
16 мая 2024 года впервые получил вызов в основную сборную России. 5 сентября 2024 года дебютировал в её составе в товарищеском матче против сборной Вьетнама.

## Статистика выступлений

### Клубная
| Выступление      | Выступление      | Выступление      | Лига | Лига | Кубки | Кубки | Итого | Итого |
| Клуб             | Лига             | Сезон            | Игры | Голы | Игры  | Голы  | Игры  | Голы  |
| ---------------- | ---------------- | ---------------- | ---- | ---- | ----- | ----- | ----- | ----- |
| → Краснодар-2    | ПФЛ              | 2016/17          | 5    | −6   | —     | —     | 5     | -6    |
| → Краснодар-2    | ПФЛ              | 2017/18          | 15   | −17  | —     | —     | 15    | -17   |
| → Краснодар-2    | Итого            | Итого            | 20   | −23  | —     | —     | 20    | -23   |
| → Краснодар-3    | ПФЛ              | 2018/19          | 13   | −26  | —     | —     | 13    | -26   |
| → Краснодар-3    | Итого            | Итого            | 13   | −26  | —     | —     | 13    | -26   |
| Балтика          | ФНЛ              | 2019/20          | 12   | −9   | 2     | −1    | 14    | -10   |
| Балтика          | ФНЛ              | 2020/21          | 31   | −23  | 1     | −4    | 32    | -27   |
| Балтика          | Первый дивизион  | 2021/22          | 22   | −20  | 4     | −2    | 26    | -22   |
| Балтика          | Первая лига      | 2022/23          | 20   | −16  | 1     | 0     | 21    | -16   |
| Балтика          | РПЛ              | 2023/24          | 26   | −38  | 8     | −6    | 34    | -44   |
| Балтика          | Итого            | Итого            | 111  | −106 | 16    | −13   | 127   | -119  |
| Зенит (СПб)      | РПЛ              | 2024/25          | 27   | −13  | 1     | −2    | 28    | -15   |
| Зенит (СПб)      | РПЛ              | 2025/26          | 4    | −5   | 0     | 0     | 4     | -5    |
| Зенит (СПб)      | Итого            | Итого            | 31   | −18  | 1     | −2    | 32    | -20   |
| Всего за карьеру | Всего за карьеру | Всего за карьеру | 175  | −173 | 17    | −15   | 192   | -188  |

### Матчи за сборную
| Матчи Латышонка за сборную России | Матчи Латышонка за сборную России | Матчи Латышонка за сборную России | Матчи Латышонка за сборную России | Матчи Латышонка за сборную России | Матчи Латышонка за сборную России |
| №                                 | Дата                              | Оппонент                          | Счёт                              | Голы                              | Соревнование                      |
| --------------------------------- | --------------------------------- | --------------------------------- | --------------------------------- | --------------------------------- | --------------------------------- |
| 1                                 | 5 сентября 2024                   | Вьетнам                           | 0:3                               | —                                 | Товарищеский матч                 |
| 2                                 | 19 марта 2025                     | Гренада                           | 5:0                               | —                                 | Товарищеский матч                 |

Итого: 2 матча / −0 голов; 2 победы, 0 ничьих, 0 поражений.

## Достижения

### Командные
«Краснодар»
- Победитель молодёжного первенства России: 2017/18
- Бронзовый призёр чемпионата России: 2018/19
- Итого : 1 трофей

«Балтика»
- Серебряный призёр Первой лиги: 2022/23
- Финалист Кубка России: 2023/24

«Зенит»
- Серебряный призёр чемпионата России: 2024/25
- Обладатель Суперкубка России: 2024
- Итого : 1 трофей

### Личные
- В списках 33 лучших футболистов чемпионата России (2): 2023/24 (III), 2024/25 (III)